# Barrow upon Soar
Barrow upon Soar är en by och en civil parish i Charnwood i Leicestershire i England. Orten har 5 956 invånare (2011). Byn nämndes i Domedagsboken (Domesday Book) år 1086, och kallades då Barhou.